# Dieter Geerlings
Dieter Geerlings (ur. 15 lipca 1947 w Emmerich am Rhein) – niemiecki duchowny rzymskokatolicki, biskup pomocniczy Münsteru w latach 2010-2017.

## Życiorys
Święcenia kapłańskie otrzymał 20 maja 1973 i został inkardynowany do diecezji Münster. Przez kilkanaście lat pracował jako wikariusz w różnych rejonach diecezji. W latach 1984–1988 był wikariuszem regionu Bassa Renania, a w kolejnych latach kierował diecezjalną Caritas.
31 maja 2010 papież Benedykt XVI mianował go biskupem pomocniczym diecezji Münster, ze stolicą tytularną Tacapae. Sakry biskupiej udzielił mu bp Felix Genn.
24 listopada 2017 papież Franciszek przyjął jego rezygnację z pełnionego urzędu.